# Stratagem
HMS Stratagem (Kennung: P234) war ein U-Boot der britischen Royal Navy im Zweiten Weltkrieg.

## Geschichte
Die Stratagem (engl.: Kriegslist) war ein Boot des dritten Bauloses der erfolgreichen S-Klasse; dieses Baulos wird auch als Seraph-Klasse bezeichnet. Sie wurde am 15. April 1942 bei Cammell, Laird & Company im nordwestenglischen Birkenhead auf Kiel gelegt, lief am 21. Juni 1943 vom Stapel und wurde von der Royal Navy am 9. Oktober 1943 in Dienst gestellt.
Die Royal Navy setzte das Boot im Pazifikkrieg ein. Kommandant war Lt. Clifford Raymond Pelly.
Die Stratagem griff am 7. August 1944 in der Malakkastraße nahe Penang das deutsche U-Boot U 181 erfolglos mit Torpedos an.
Am 10. November 1944 verließ das Boot seine Basis in Trincomalee auf Ceylon. Zielgebiet der Feindfahrt war das Seegebiet vor Malakka. Bei diesem Einsatz wurde am 19. November in der Malakkastraße bei 1° 36′ N, 102° 53′ O der japanische Tanker Nichinan Maru (1945 BRT) versenkt.
Die Stratagem wurde am 22. November 1944 in der Malakkastraße von japanischen Flugzeugen entdeckt und anschließend von Einheiten der japanischen Marine mit Wasserbomben angegriffen. Die Besatzung musste ihr schwer beschädigtes Boot aufgeben. Nur zehn Seeleute überlebten den Untergang und wurden gefangen genommen. Lediglich drei von ihnen kehrten aus der japanischen Kriegsgefangenschaft heim.